# Mork & Mindy
Mork & Mindy (también llamado Mork del planeta Ork en Hispanoamérica) fue una comedia de situación emitida entre los años 1978 y 1982 por la cadena estadounidense ABC. Creada por Joe Glauberg, Garry Marshall y Dale McRaven. Fue protagonizada por Robin Williams y Pam Dawber.

## Sinopsis

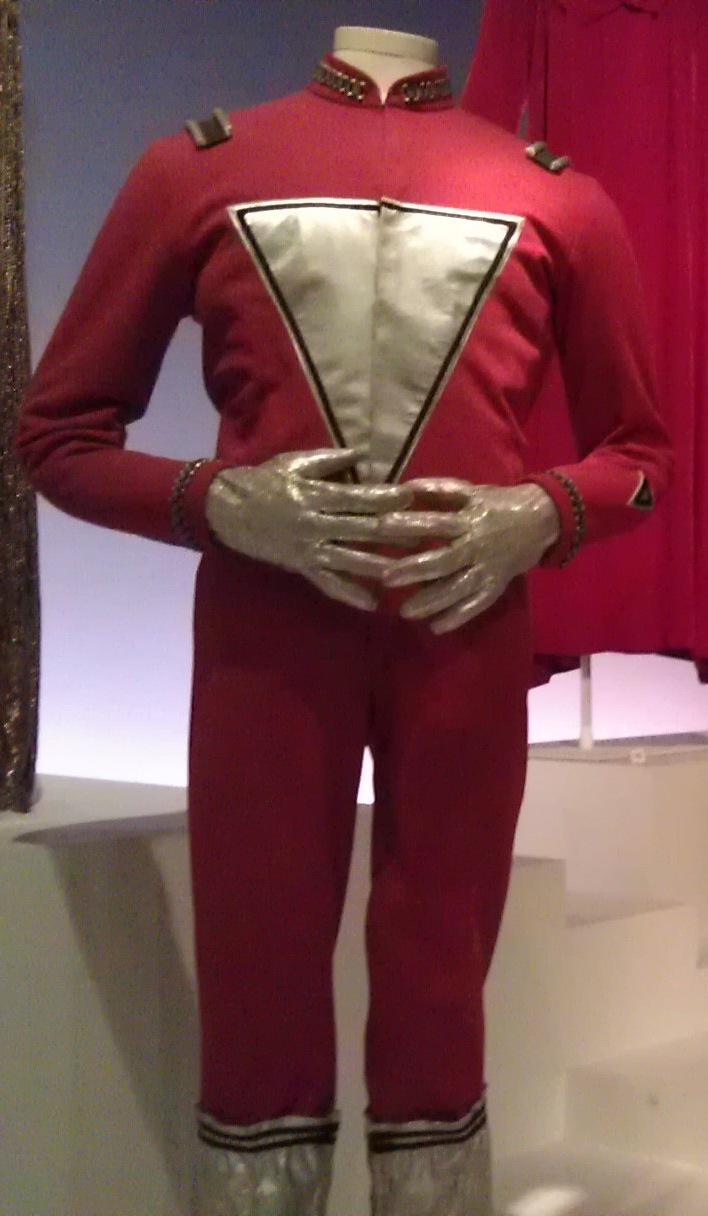
Traje que usó Robin Williams para interpretar al personaje “Mork”

Mork (Robin Williams) es un ser extraterrestre proveniente del planeta Ork. Ha llegado a la Tierra por órdenes de su líder “Orson”. Mork aterrizó, en su nave con forma de huevo, cerca de la ciudad de Boulder, en Colorado, donde conoce a una joven estudiante universitaria llamada Mindy (Pam Dawber), quien le da alojamiento en su apartamento. Con el tiempo Mork va aprendiendo sobre la conducta humana, dando reflexiones sobre ella. Al final de cada episodio, Mork contacta a Orson para informarle sobre su aprendizaje en la Tierra.

### Planeta Ork
Ork es el planeta natal de Mork, que parece estar enormemente avanzado tecnológica y evolutivamente, con respecto a la Tierra. En él habitan los Orkanos, una raza humanoide a la cual pertenece Mork. La sociedad orkana ha abandonado todo vestigio de violencia y está completamente unificada. Han desarrollado por medio de sus dedos la habilidad de la telekinesis, la pirokinesis e incluso pueden beber líquidos por éstos, para poder hablar mientras beben (según Mork). También pueden cambiar la pigmentación de su piel a un verde brillante, pero esto es considerado ya una «moda antigua» para 1973. Por otro lado, los orkanos, pese a haber adquirido estas capacidades, perdieron sus emociones, por un consenso hace 20.000 blicks, lo que da un indicio de la capacidad de control de los orkanos sobre sus propias mentes. Esta condición, sin embargo, no impide a Mork sentir emociones en la Tierra.

## Reparto
- Robin Williams como Mork.
- Pam Dawber como Mindy McConnell.
- Conrad Janis como Fred McConnell (temporadas 1, 3 y 4).
- Elizabeth Kerr como Cora Hudson (temporadas 1 y 4).
- Tom Poston como el Señor Bickley.
- Jay Thomas como Remo Da Vinci (temporadas 2 y 3).
- Gina Hecht como Jean Da Vinci (temporadas 2 y 3).
- Jim Staahl como Nelson Flavor (temporadas 2 y 3).
- Jonathan Winters como Mearth (temporada 4).
- Ralph James como Orson.
- Robert Donner como Exidor.
- Shelley Fabares como Cathy McConnell (temporadas 3 y 4).
- Jeffrey Jacquet como Eugene (temporada 1).

## Episodios
Anexo:Episodios de Mork del planeta Ork

## Emisión por televisión

### Latinoamérica
En Venezuela fue transmitida por Venevisión entre 1983-1987 y por Televen desde 1988 hasta 1992.
Televisión Nacional de Chile transmitió la serie desde 1979 hasta mediados de la década de 1980 en Chile. El Trece transmitió la serie desde 1979 hasta mediados de la década de 1980 en Argentina y luego por América TV en 1996. Ecuavisa transmitió la serie desde 1979 hasta mediados de la década de 1980 y Gamavisión transmitió la serie hasta 1995 en Ecuador. En Latinoamérica se emitió primero para la región de Sudamérica por el canal Júpiter Comic y luego por Uniseries. Su emisión panregional se dio en Retro y después en Nick @t Nite en sus tres regiones (Norte, Sur y Brasil). En México la serie fue transmitida por Canal 5 a principios de los años 1980.